# Fachverband Gebäudeschadstoffe
Der Schweizerische Fachverband Gebäudeschadstoffe ist ein Verein nach Schweizer Recht, dem Fachleute aus der ganzen Schweiz angehören. Die ordentlichen Verbandsmitglieder sind im Bereich Untersuchung und Bewertung von Schadstoffen in Gebäuden und Anlagen oder der Planung und Leitung von Sanierungsvorhaben seit mindestens 2 Jahren, mit 500 h/Jahr, tätig und erfüllen die Anforderungen an ihre Aus- und Weiterbildung gemäss dem Reglement für die Mitgliedschaft. Zudem sind sie dazu verpflichtet, die in FAGES-Richtlinien festgelegte Qualität bei ihrer Arbeit einzuhalten. In der Öffentlichkeit wird der Berufsverband hauptsächlich als FAGES wahrgenommen.

## Ziele und Aufgaben
Die FAGES verfolgt folgende Ziele:
- Förderung von Methoden zur Untersuchung, Analyse und Bewertung von Schadstoffen in Gebäuden und Anlagen sowie zur Massnahmenplanung für die Sanierung belasteter Gebäude
- Entwicklung von Qualitätsstandards für die Untersuchung, Bewertung und Analyse von Schadstoffen in Gebäuden und Anlagen sowie für die Massnahmenplanung bei der Sanierung belasteter Gebäude
- Aus- und Weiterbildung im!Bereich der Gebäudeschadstoffe zu fördern
- Förderung des Erfahrungs- und Wissensaustausch zwischen den Mitgliedern
- als fachkundiger Ansprechpartner für Behörden und Organisationen in Fragen des Umgangs mit Schadstoffen in Bauten und Anlagen zu wirken.

## Mandate von Bundesämtern
- Qualifizierung von Asbestdiagnostiker gemäss den durch das Forum Asbest Schweiz (eine interbehördliche Arbeitsgruppe und Informationplattform zum Thema Asbest des BAG, BAFU, BLL, Armasuisse,  SECO, Suva und weiteren Partnern) festgelegten Anforderungen.[3]

## Fachgruppen
Der Berufsverband hat für den Wissenaustausch und zur Ausarbeitung von Richtlinien folgende Fachgruppen gebildet:
- Diagnostik: Erkundung von Gebäuden und Anlagen auf Schadstoffe
- Analytik: Analyse von Material- und Luftproben auf Schadstoffe
- Planung: Fachplanung von Schadstoffsanierungen in Gebäuden
- Masstechnik: Messtechnische Erfassung von Schadstoffen in der Innenraumluft

## Weblink
- Offizielle Website